# Татършал (замък)
Замък Татършал (на английски: Tattershall Castle) е замък в Татършал, Линкълншър, Англия.

## История
Тухлените замъци невинаги са по-слаби от техните каменни събратя. В Англия продукцията на тухли разцъфтява по югоизточния бряг поради влиянието на фламандските тъкачи и намаляването на местата за добив на камъни, което води до търсене на алтернативен строителен материал.
В Англия тухлените замъци са по-рядко срещани от каменните или от тези, изградени от пръст и дървесина. Когато собственикът избира тухли като строителен материал, то това е най-вече поради естетически причини или заради модата. Когато замъкът Татършал се строи между 1430 и 1450 г. наоколо има достатъчно каменен материал, но собственикът - Ралф, III лорд Кромуел, избира тухли. Около 700 хиляди от тях са използвани за строежа. Впоследствие замъкът е описан като „най-чудната тухлена сграда в Англия.“
Замъкът е построен на мястото на предишен каменно укрепление от XIII в., от което могат да се видят само руини. От замъка на лорд Кромуел все още са запазени донжонът и ровът. Счита се, че трите салонни стаи са били богато украсени, а помещенията се затопляли от огромни готически камини с декорирани комини и гоблени. Също се смята, че замъкът е бил ранно домакинско имение, замаскирано като крепост. След смъртта на Кромуел през 1456 г. замъкът се занемарява до 1911 г., когато е купен и реставриран от лорд Кързън от Кедълстоун, който го оставя на Националния тръст след смъртта си през 1925 г. Реставрациите на Кедълстоун са от 1911 до 1914 г.